# Selenops minutus
Selenops minutus är en spindelart som beskrevs av F. O. Pickard-Cambridge 1900. Selenops minutus ingår i släktet Selenops och familjen Selenopidae. Inga underarter finns listade i Catalogue of Life.